# Deltobathra platamodes
Deltobathra platamodes är en fjärilsart som beskrevs av Edward Meyrick 1924. Deltobathra platamodes ingår i släktet Deltobathra och familjen vecklare. Inga underarter finns listade i Catalogue of Life.